# فهد الشمري (لاعب كرة قدم مواليد 1981)
فهد الشمري حارس مرمى سعودي سابق.
لعب سابقاً لأندية الطائي والأهلي والقادسية والهلال ونادي الرائد و نادي التعاون ونادي الفيحاء .